# Monocelis rutilans
Monocelis rutilans är en plattmaskart som beskrevs av Ehrenberg 1831. Monocelis rutilans ingår i släktet Monocelis och familjen Monocelididae. Inga underarter finns listade i Catalogue of Life.